# Hakkari (provins)

Karta över Turkiet med Hakkari markerat.

Hakkari (turkiska: Hakkâri ili ) är en provins i den östligaste delen av Turkiet med 266 061 invånare (2000) och en area på 7 121 km². Provinshuvudstad är Hakkari (kurdiska: Colemêrg). Provinsen skapades 1936 som en del ur provinsen Van år 1936. Närliggande provinser är Van i norr och Şırnak i väster.

## Historia

### Assyriernas historia i Hakkari
Till området som idag utgör provinsen Hakkari flydde en del Assyrier efter att Assyriska riket föll 609-612 f.Kr. I Hakkari levde Assyrierna sida vid sida med den kurdiska befolkningen fram till med det Assyriska folkmordet (Seyfo) ägde rum mellan 1914 och 1918, då Turkiet tillsammans med vissa kurdiska stammar dödade Assyrierna samhälle för samhälle.